# رودي كاربنتر
رودي كاربنتر (بالإنجليزية: Rudy Carpenter)‏ هو لاعب كرة قدم أمريكية أمريكي، ولد في 15 أبريل 1986.

## وصلات خارجية
- رودي كاربنتر على موقع مرجع كرة القدم المحترفة.كوم (الإنجليزية)